# Mycetophila fusconitens
Mycetophila fusconitens är en tvåvingeart som beskrevs av Becker 1908. Mycetophila fusconitens ingår i släktet Mycetophila och familjen svampmyggor.
Artens utbredningsområde är Kanarieöarna. Inga underarter finns listade i Catalogue of Life.